# Reino da Irlanda
O Reino da Irlanda (em irlandês: Ríocht na hÉireann) foi o Estado irlandês a partir de 1541, pelo Ato da Coroa da Irlanda de 1542 do Parlamento da Irlanda. O novo monarca substituiu o Senhorio da Irlanda, que havia sido criado em 1171. O rei Henrique VIII, tornou-se assim, o primeiro Rei da Irlanda desde 1169. O Reino da Irlanda deixou de existir quando a Irlanda uniu-se à Grã Bretanha para formar o Reino Unido, em 1801.

## Motivo para a criação
O papa Adriano IV, um inglês, havia concedido à monarquia anglo-normanda a ilha da Irlanda como uma possessão feudal em 1155, pela bula Laudabiliter, que permitiu à monarquia inglesa atuar como governante da Irlanda. Isto foi confirmado por seu sucessor, o Papa Alexandre III, em 1172, mas nominalmente a Irlanda permaneceu uma suserania papal. Com a excomunhão pela Igreja do rei da Inglaterra, Henrique VIII, em 1533, a posição constitucional do Estado inglês na Irlanda tornou-se incerta. Henrique rompeu com a Santa Sé e tornou-se o chefe da recém-criada Igreja Anglicana, a fim de obter uma anulação do casamento, que o papa, Clemente VII, havia recusado. Como conseqüência, Henrique não mais reconheceu a soberania da Igreja Católica Romana sobre a Irlanda. Como solução para este problema, Henrique foi proclamado rei da Irlanda pelo Ato da Coroa da Irlanda de 1542 aprovado pelo Parlamento irlandês.
Contudo, o novo reino não foi reconhecido pelas monarquias católicas da Europa. A bula pontifícia de 1555 nomeou Maria I como a Rainha da Irlanda, reconhecendo assim a ligação pessoal com a Coroa da Inglaterra, no direito canônico.
Deste modo, o trono da Irlanda foi ocupado pelo Rei da Inglaterra, representando o recém-criado Reino da Irlanda pela união pessoal com o Reino da Inglaterra. Em 1603, o trono da Inglaterra foi ocupado pelo Rei da Escócia, que posteriormente levou à formação do Reino da Grã-Bretanha em 1707, quando os parlamentos dos dois reinos fundiram-se em uma sessão na sede do parlamento inglês em Westminster, Londres. Em 1801, os parlamentos irlandês e britânico uniram-se da mesma maneira para formar o Reino Unido da Grã-Bretanha e Irlanda.

## Lord Deputy
O Reino da Irlanda era governado por um executivo sob o controle de um Lord Deputy, que quando mantido por um nobre sênior, como Thomas Radcliffe era promovido a Lord Lieutenant. Na ausência de um Lord Deputy, os lordes conselheiros governavam a parte da Irlanda sob ocupação inglesa. Embora alguns irlandeses ocupassem o cargo, todos os lord deputies desde 23 de julho de 1534, quando William Skeffington tomou posse pela segunda vez, foram nobres ingleses.

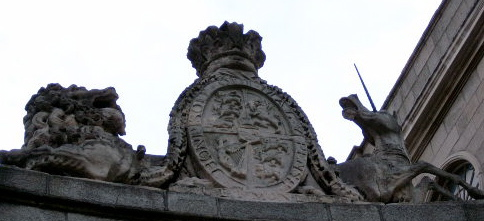
Brasão de Armas Real após o Ato de União de 1800.

O reino era legislado pelo bicameral Parlamento da Irlanda, composto pela Câmara dos Lordes e pela Câmara dos Comuns, e que quase sempre reuniu-se em Dublin. Os poderes do Parlamento irlandês estavam restritos a uma série de leis, principalmente a Lei de Poyning de 1492. Os católicos e mais tarde os presbiterianos foram durante grande parte de sua história excluídos da composição do parlamento irlandês. O parlamento do século XVIII reuniu-se em um novo edifício, especialmente construído para abrigá-lo (o primeiro edifício especialmente construído para um parlamento bicameral em todo o mundo) em College Green no centro de Dublin.

## Parlamento de Grattan
Algumas restrições foram revogadas em 1782, no que veio a ser conhecido como a Constituição de 1782. O Parlamento neste período era conhecido como Parlamento de Grattan, em homenagem a um dos principais líderes da oposição política irlandesa no período, Henry Grattan. Em 1788-89 foi provocada uma crise de regência, quando Jorge III ficou doente, e Grattan quis nomear seu filho (mais tarde Jorge IV) como regente da Irlanda; porém o rei recuperou-se antes que isto pudesse ser efetuado.

## União dos reinos
Em decorrência do Ato de União do Parlamento da Irlanda, o Reino da Irlanda fundiu-se, em 1801, com o Reino da Grã-Bretanha para formar o Reino Unido da Grã-Bretanha e Irlanda. O Parlamento irlandês deixou de existir, embora o executivo, presidido pelo Lord Lieutenant, permaneceu no local até 1922. O Ato foi precedido pela fracassada rebelião e invasão francesa de 1798, e foi objeto de grande controvérsia, envolvendo muito suborno dos parlamentares irlandeses para assegurar a sua aprovação.

## O Estado Livre Irlandês de 1922
Em 1922, 26 condados deixaram o Reino Unido, e formaram o Estado Livre Irlandês. Sob a Constituição do Estado Livre Irlandês, o rei tornou-se Rei na Irlanda. Isto foi alterado pelo Ato de Títulos Reais de  1927, pelo qual o rei explicitamente torna-se rei de todos os seus domínios, por direito próprio, tornando-se plenamente Rei da Irlanda. Apesar de Kevin O'Higgins, vice-presidente do Conselho Executivo (isto é, vice-primeiro-ministro), sugerir a ressurgimento do 'Reino da Irlanda' Como uma dupla monarquia ao unir a Irlanda do Norte e o Estado Livre Irlandês, com o Rei da Irlanda a ser coroado em uma cerimônia pública no Phoenix Park em Dublin, a ideia foi abandonada após o assassinato de O'Higgins por um membro do IRA contrário ao acordo, em 1927.
Um Ato de 1542, que confirmava o reino de Henrique e sua ligação com a Coroa inglesa, e que havia sido deixado por engano nos livros dos estatutos, foi revogado na República da Irlanda, em 2007, como parte de uma revisão do direito histórico irlandês.